# Okres Příbram
Okres Příbram se nachází v jihozápadní části Středočeského kraje. Sídlem jeho dřívějšího okresního úřadu bylo město Příbram, které je obcí s rozšířenou působností. Kromě jeho správního obvodu okres obsahuje ještě správní obvody obcí s rozšířenou působností Dobříš a Sedlčany.
V rámci kraje je nejrozlehlejším okresem a třetím největším v rámci republiky. Počtem obyvatel mu v rámci kraje patří páté místo a hustota zalidnění je v rámci kraje třetí nejnižší.
Sousedí se středočeskými okresy Beroun, Benešov a Praha-západ, plzeňskými okresy Plzeň-jih a Rokycany a jihočeskými okresy Strakonice, Písek a Tábor.

## Vývoj územní struktury

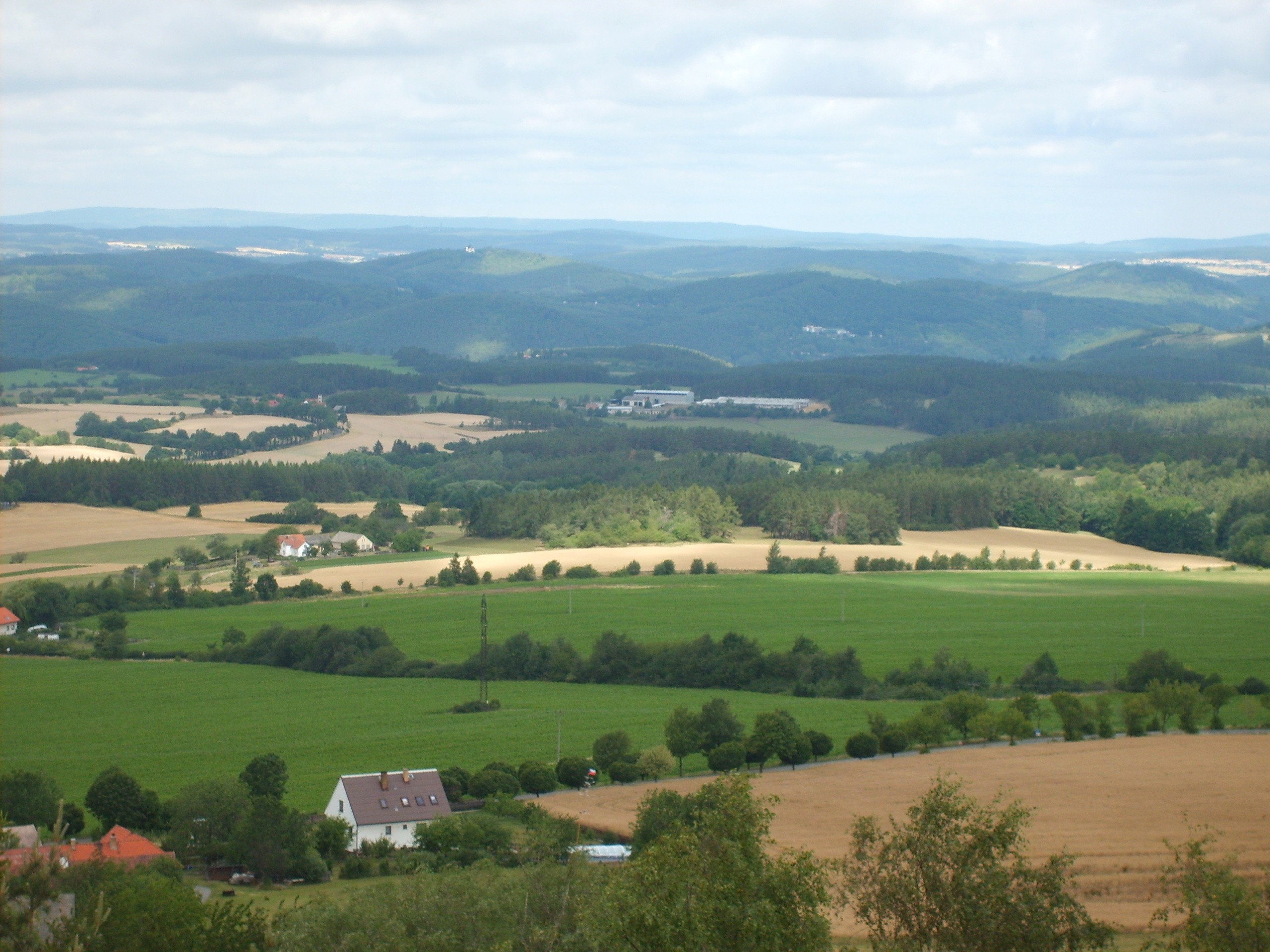
Pohled z rozhledny Onen Svět na oblast jižního Příbramska. V pozadí poutní místo na Makové hoře u Smolotel.

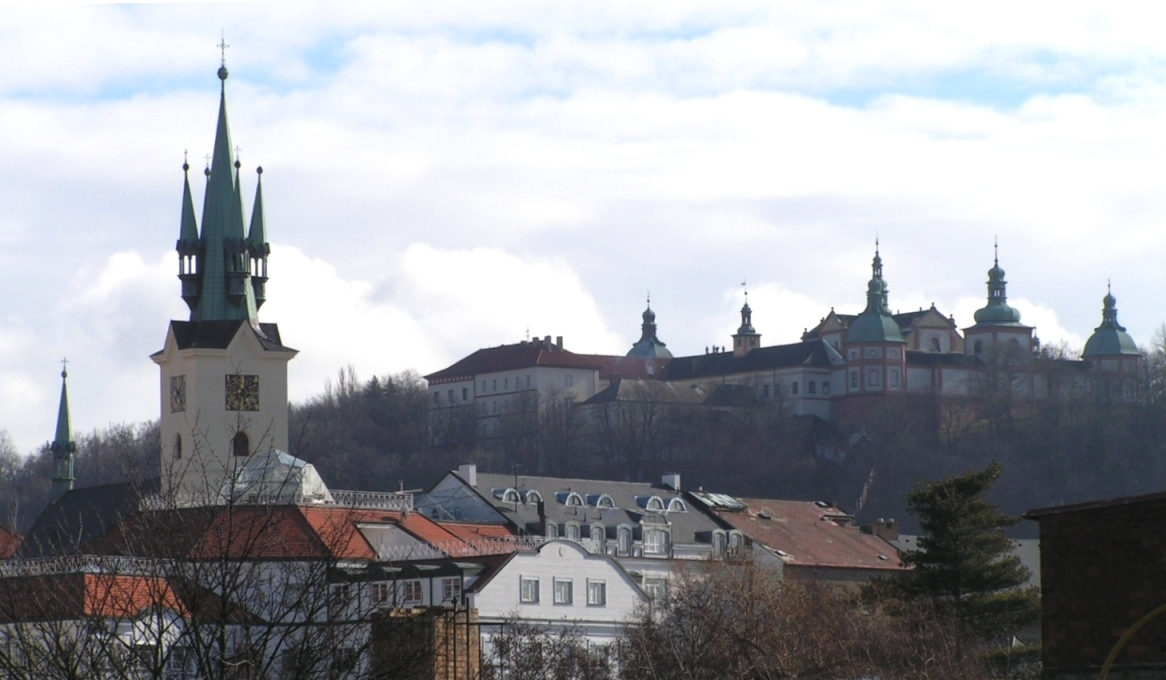
Pohled na starou Příbram a Svatou Horu

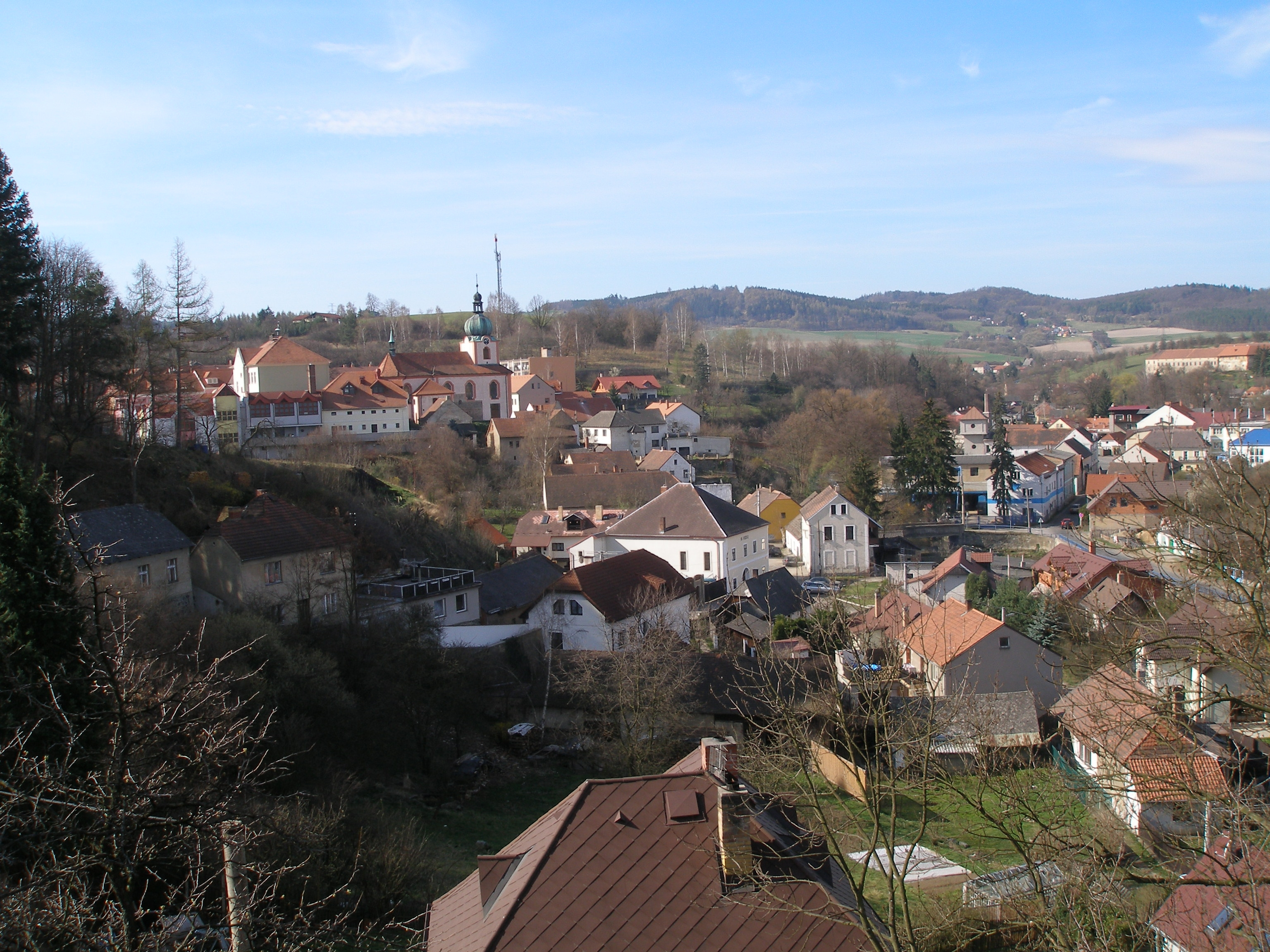
Historické městečko Nový Knín

Okres vznikl při reformě veřejné správy k 1. červenci 1960. Od 1. července 1974 byly v souvislosti s rozšiřováním území hlavního města Prahy odtrženy obce Kytín, Zahořany, Buš a město Mníšek pod Brdy, které byly připojeny k okresu Praha-západ. Rozloha se snížila z původních 1 676 km² na 1 628 km². Tento stav přetrval až do 1. ledna 2007, kdy bylo v rámci sjednocování hranic okresů a obcí s rozšířenou působností připojeno město Sedlec-Prčice z okresu Benešov. Rozloha okresu se tak zvýšila na 1 692 km².
Od 1. ledna 2003 se okres dělí na tři správní obvody obcí s rozšířenou působností (ORP) a pět správních obvodů obcí s pověřeným obecním úřadem (POÚ):
- ORP Dobříš (též POÚ)
- ORP Příbram
  - POÚ Březnice
  - POÚ Příbram
  - POÚ Rožmitál pod Třemšínem
- ORP Sedlčany (též POÚ)

K 1. lednu 2016 se rozloha okresu zmenšila na 1562,87 km²
zánikem vojenského újezdu Brdy a převedením částí jeho území do okresů Beroun, Rokycany a Plzeň-jih. Bývalý vojenský újezd byl rozdělen na 27 katastrálních území, z nichž 11 zůstalo v okrese Příbram (a v nich 13 budov a 8 obyvatel):
- Bratkovice v Brdech (rozloha 0,965212 km²[3], 0 budov, 0 obyvatel) k obci Bratkovice
- Drahlín v Brdech (rozloha 2,254725 km²[4], 0 budov, 0 obyvatel) k obci Drahlín
- Jince v Brdech (rozloha 21,561252 km²[5], 11 budov, 3 obyvatelé) k obci Jince
- Křešín v Brdech (rozloha 4,337243 km²[6], 0 budov, 0 obyvatel) k obci Křešín
- Láz v Brdech (rozloha 0,484569 km²[7], 0 budov, 0 obyvatel) k obci Láz
- Nepomuk v Brdech (rozloha 17,658333 km²[8], 1 budova, 0 obyvatel) k obci Nepomuk
- Obecnice v Brdech (rozloha 45,999293 km²[9], 1 budova, 5 obyvatel) k obci Obecnice
- Ohrazenice v Brdech (rozloha 3,109196 km²[10], 0 budov, 0 obyvatel) k obci Ohrazenice
- Sádek v Brdech (rozloha 2,349958 km²[11], 0 budov, 0 obyvatel) k obci Sádek
- Věšín v Brdech (rozloha 24,051408 km²[12], 0 budov, 0 obyvatel) k obci Věšín
- Vranovice v Brdech (rozloha 7,630929 km²[13], 0 budov, 0 obyvatel) k obci Vranovice

Do jiných okresů byly převedeny:
Okres Beroun, Středočeský kraj (6 katastrálních území, 5 budov, 2 obyvatelé):
- Chaloupky v Brdech (rozloha 4,771884 km²[14], 2 budovy, 0 obyvatel) k obci Chaloupky
- Felbabka v Brdech (rozloha 0,177424 km²[15], 0 budov, 0 obyvatel) k obci Felbabka
- Hvozdec v Brdech (rozloha 0,635306 km²[16], 0 budov, 0 obyvatel) k obci Hvozdec
- Malá Víska v Brdech (rozloha 9,037433 km²[17], 0 budov, 0 obyvatel) k obci Malá Víska
- Podluhy v Brdech (rozloha 11,960797 km²[18], 2 budovy, 1 obyvatel) k obci Podluhy
- Zaječov v Brdech (rozloha 15,219726 km²[19], 1 budova, 1 obyvatel) k obci Zaječov

Okres Rokycany, Plzeňský kraj (7 katastrálních území, 11 budov, 21 obyvatel):
- Dobřív v Brdech (rozloha 15,001008 km²[20], 0 budov, 0 obyvatel) k obci Dobřív
- Mirošov v Brdech (rozloha 2,088398 km²[21], 0 budov, 0 obyvatel) k obci Mirošov
- Skořice v Brdech (rozloha 20,013659 km²[22], 9 budov, 21 obyvatel – jde zejména o osadu Kolvín) k obci Skořice
- Strašice v Brdech (rozloha 26,901687 km²[23], 2 budovy, 0 obyvatel) k obci Strašice
- Štítov v Brdech (rozloha 1,324276 km²[24], 0 budov, 0 obyvatel) k obci Štítov
- Těně v Brdech (rozloha 15,873074 km²[25], 0 budov, 0 obyvatel) k obci Těně
- Trokavec v Brdech (rozloha 0,169004 km²[26], 0 budov, 0 obyvatel) k obci Trokavec

Okres Plzeň-jih, Plzeňský kraj (3 katastrální území, 0 budov, 0 obyvatel):
- Borovno v Brdech (rozloha 0,965899 km²[27], 0 budov, 0 obyvatel) k obci Borovno
- Číčov v Brdech (rozloha 3,326621 km²[28], 0 budov, 0 obyvatel) k části Číčov města Spálené Poříčí
- Míšov v Brdech (rozloha 2,221332 km²[29], 0 budov, 0 obyvatel) k obci Míšov

## Přírodní podmínky

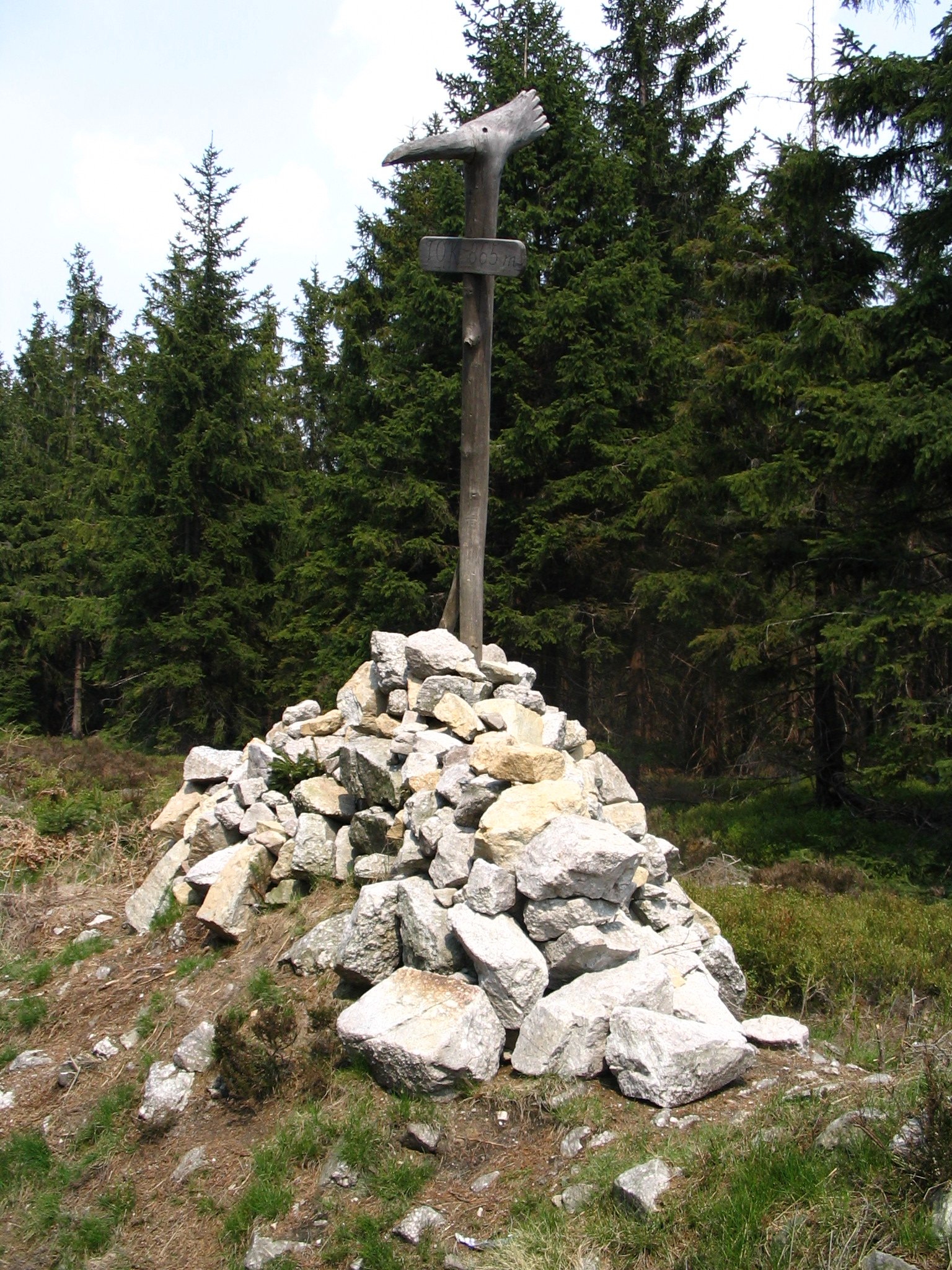
Nejvyšší vrchol okresu i kraje – Tok (865 m)

### Struktura povrchu
Pro okres je typická vysoká zalesněnost území a vysoká členitost povrchu. Jeho přirozenou hranici tvoří na severu pásmo Brd (resp. Hřebenů). V jižní části okresu se nachází Středočeská pahorkatina, do níž se hlubokými údolími zařezává řeka Vltava, která ho dělí na dvě nestejně velké části (na levém břehu přibližně 70 % rozlohy, na pravém 30 %). Nejvýše položený bod okresu je zároveň i nejvyšším bodem středních Čech – je jím vrchol Tok na území bývalého vojenského újezdu Brdy s nadmořskou výškou 865 m. Známý je také např. vrchol Třemšín (827 m). Nejníže položený bod okresu se nachází nedaleko soutoku říčky Křeničné s Vltavou u Čími – 271 m.
K roku 2019 měl okres celkovou plochu 1 563 km², z toho 47,6 % tvořila zemědělská půda a 40,5 % lesy.

### Vodstvo
Nejvýznamnějším vodním tokem okresu je bezesporu řeka Vltava. Její tok prochází okresem v délce asi 50 km a skoro na celé délce je vzdut přehradami (Slapy, Kamýk a především Orlík – největší v republice). Při výstavbě těchto nádrží zaniklo v 50. a 60. letech několik obcí okresu (např. Těchnice, Zbenické Zlákovice nebo Živohošť). Energii vody zadržované těmito vodními díly využívají vodní elektrárny na přehradách Orlík (přehradní zeď s elektrárnou stojí v Solenicích) a Kamýk.
Významnými přítoky Vltavy v oblasti jsou potok Mastník (pravý přítok, odvodňuje Sedlčansko) a říčky Kocába (levý přítok, odvodňuje okolí Dobříše) a Lomnice (levý přítok, odvodňuje okolí Březnice).
Významná je také říčka Litavka pramenící v Brdech, protékající částí Příbrami Březové Hory a Jincemi. V Berouně se vlévá zprava do Berounky.
Kromě přehrad se v okrese nachází také několik rybníků, z nichž největší je Musík u Sedlčan. Největší koncentrace rybníků je v okolí Březnice na jihu okresu.

### Nerostné suroviny
Příbramsko bylo v minulosti velmi bohaté na nerostné suroviny, zejména na rudy. Vždyť samotná Příbram, hlavně její část Březové Hory, bylo známé jako hornické město. Již od 13. století se tam těžilo stříbro, v řece Litavce se rýžovalo zlato. Od poloviny 20. století byla Příbram a její okolí spíše poněkud nechvalně proslulá těžbou uranu, při které bylo v 50. letech využíváno otrocké práce politických vězňů. V současnosti je těžba uranu již nadobro zastavena, ale zůstala po ní nemalá ekologická zátěž. V roce 1990 bylo v nitru Veselého kopce u Mokrska, obec Chotilsko, objeveno rozsáhlé ložisko zlata. Jeho těžba by však znamenala rozsáhlou devastaci krásné krajiny, neboť by zřejmě bylo třeba kopec kompletně vytěžit a použít kyanidový způsob těžby. V současné době se na okrese těží zejména kámen, v menší míře také písky.

## Hospodářství okresu

### Průmysl

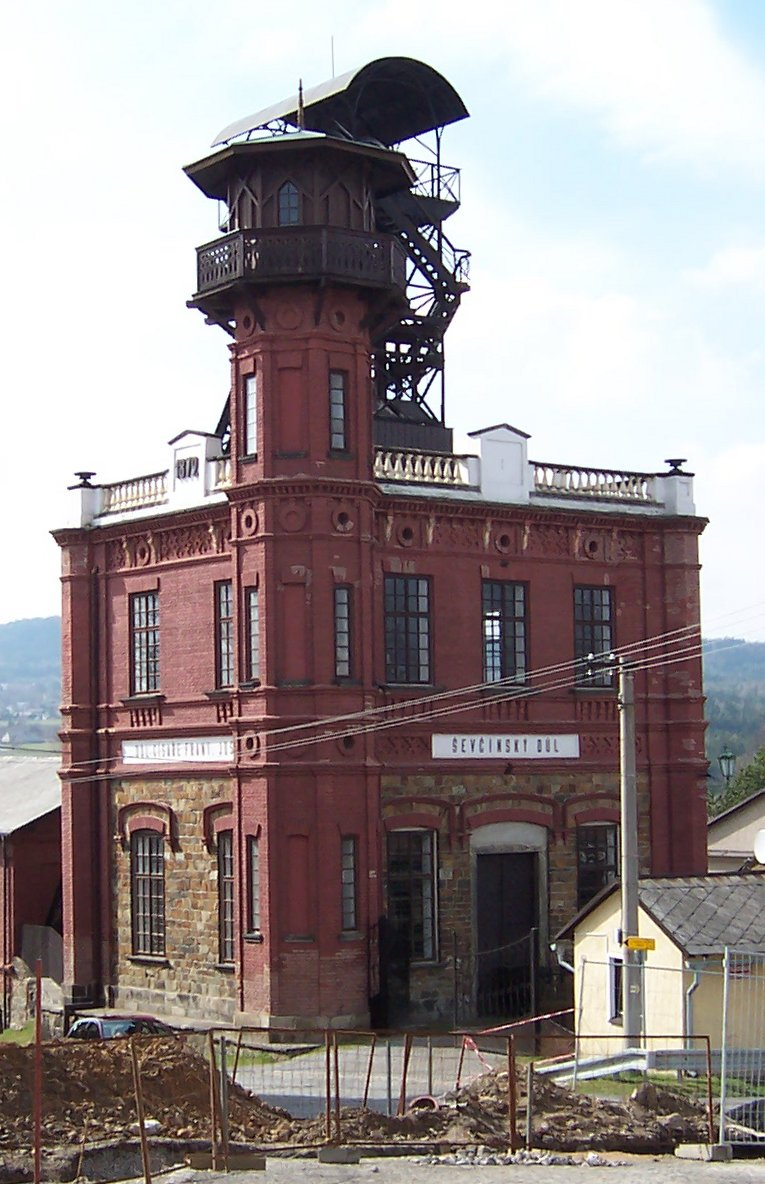
Ševčinský důl v Příbrami – Březových Horách. Součást expozice Hornického muzea Příbram.

Po roce 1989 došlo na Příbramsku ke značnému útlumu těžebního průmyslu, čímž došlo i k prudkému zvýšení nezaměstnanosti na okrese. Jako reakce na snížení počtu pracovních míst se zvýšila dojížďka obyvatel za prací do Prahy. Některé průmyslové závody se ale zachovaly, jiné i vznikly po roce 1990. V současné době se některá města Příbramska snaží nalákat zahraniční investory do nových průmyslových zón. Nejvýznamnějšími průmyslovými obory okresu je strojírenství, potravinářství a metalurgie neželezných kovů (Anbremetall a.s. v Rybníkách u Dobříše). Mezi nejznámější podniky patří např. RAVAK a.s. Příbram, Bobcat Dobříš, Kovohutě Příbram nebo Povltavské mlékárny Sedlčany. V minulosti pak Rukavičkářské závody Dobříš.

### Zemědělství
Vzhledem ke členitosti a zalesněnosti území okresu, nepatří Příbramsko mezi obzvlášť zemědělské okresy. Orná půda zabírá 30,95 % plochy okresu, k pěstování obilnin se využívají zejména méně členité plochy v okolí Sedlčan, Březnice nebo mezi Dobříší a Příbramí. Rostlinná i živočišná výroba jsou často soustředěny do velkokapacitních zemědělských družstev a kombinátů, které často nejsou právě ozdobami jinak malebných obcí (Krásná Hora nad Vltavou, Nalžovice, Zalužany, Dobříš, Klučenice, Starosedlský Hrádek, aj.)

## Demografické údaje
Data k 1.1.2020:
| Popis          | Celkem  | Ženy           | Muži           |
| -------------- | ------- | -------------- | -------------- |
| počet obyvatel | 115 104 | 58 357 50,69 % | 56 747 49,31 % |
| průměrný věk   | 42,9    | 44,3           | 41,5           |

- hustota zalidnění: 73,64 ob./km²
- 56,71 % obyvatel žije ve městech.

| Město                  | Počet obyvatel |
| Příbram                | 32 503         |
| Dobříš                 | 8 960          |
| Sedlčany               | 7 029          |
| Rožmitál pod Třemšínem | 4 372          |
| Březnice               | 3 520          |
| Sedlec-Prčice          | 2 866          |
| Nový Knín              | 2 065          |

## Doprava

### Silniční doprava

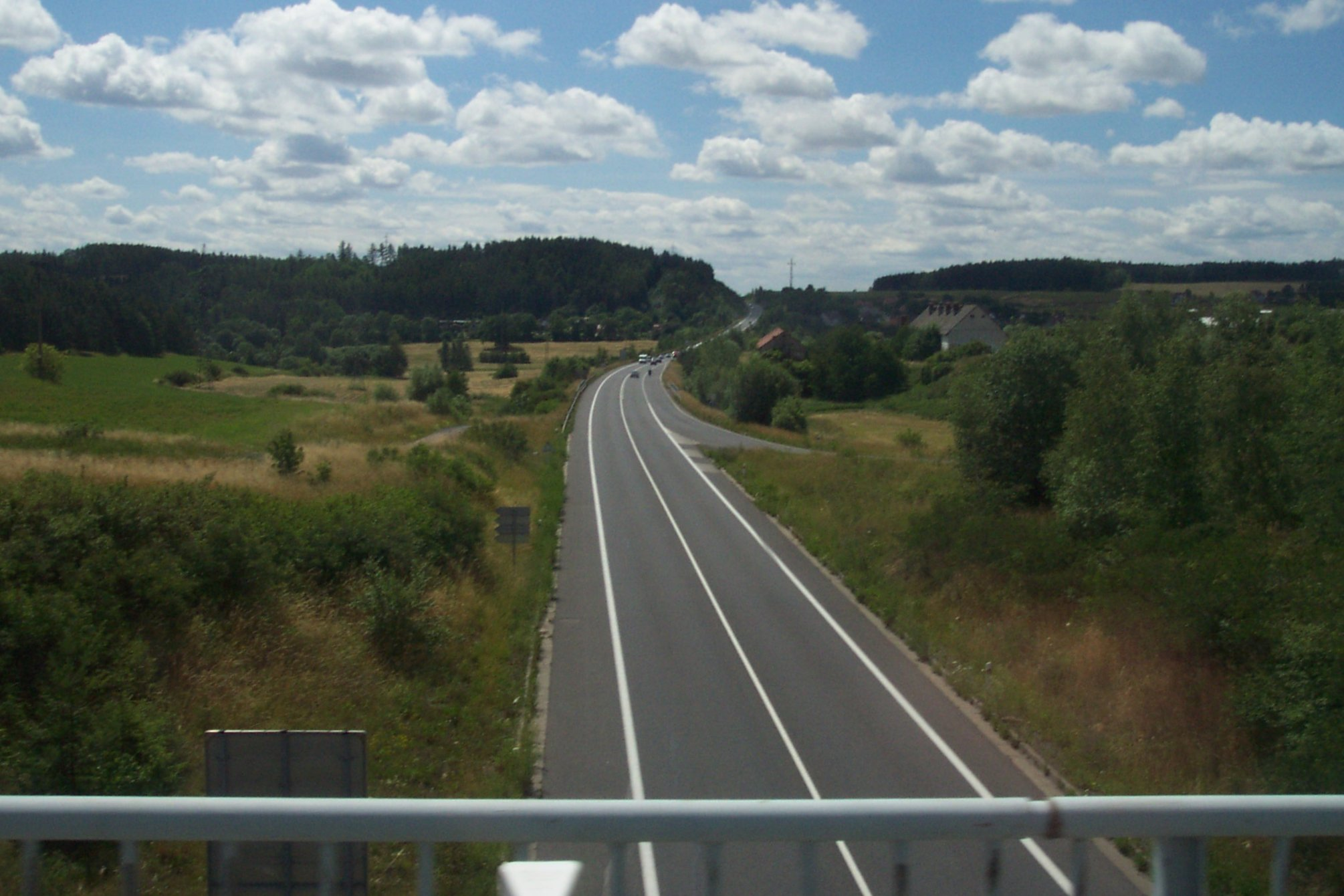
Silnice I/4 u Milína

Napojení na Prahu zajišťuje dálnice D4, kromě ní okresem prochází čtyři silnice I. třídy. Nejvýznamnější z nich je silnice I/4 Praha – Strakonice – hraniční přechod Strážný. Okres protíná přibližně ve směru severovýchod-jihozápad. Z Prahy přes Dobříš do Dubence je silnice vedena čtyřproudově jako rychlostnice, prodloužení této kategorie až do Písku je v plánu, ale zatím se nestaví. Na území okresu silnice vstupuje u Kytína a opouští ho u obce Zalužany. Na této komunikaci je velmi hustý provoz, kterým trpí zejména obyvatelé obcí, které dosud nemají vybudovaný obchvat (např. Dubenec).
Silnice I/18 začíná ve městě Rožmitál pod Třemšínem na křižovatce s I/19. Pokračuje severovýchodně a prochází Příbramí. Po průjezdu městem se stáčí na východ a u Vestce překračuje Vltavu. Území okresu opouští u obce Kosova Hora, a pokračuje do Votic, kde končí na křižovatce se silnicí I/3. Tato komunikace představuje hlavní silniční spojení mezi Příbramí a Sedlčany.
Silnice I/19 s trasou Plzeň – Milevsko – Pelhřimov má pro okres význam zejména ve spojení s Plzní. Prochází jeho jihozápadní částí mezi Rožmitálem pod Třemšínem a Březnicí.
Poslední komunikace I. třídy je silnice I/66, která představuje pouze krátkou spojku mezi silnicemi I/4 a I/18. Vede z Příbrami do Milína.
Ze silnic II. třídy stojí za zmínku silnice II/102 z Prahy do Milevska. Tato komunikace je velmi vytížená zejména v turistické sezoně a o víkendech, neboť vede podél Slapské a Orlické přehrady. Dalšími silnicemi II. třídy jsou II/102, II/105, II/114, II/115, II/116, II/118, II/119, II/120, II/121, II/174, II/176 a II/191.

### Železniční doprava
Územím okresu prochází pět železničních tratí. Žádná z nich není elektrifikovaná ani dvoukolejná. Pouze jedna z nich (trať 200) je rychlíková. Síť železničních tratí nesjednocuje území okresu. Lokálky do Dobříše a do Sedlčan totiž vedou z opačné strany, než je Příbram a v uvedených městech končí. Proto je železniční vzdálenost z Příbrami do Sedlčan 6× a do Dobříše 7× delší, než vzdálenost po silnici.
Trať 200 spojuje Zdice s Protivínem a prochází okresním městem Příbram. Pro obsluhu Příbramska má značný význam, protože má stanice také ve velkých sídlech okresu jako Jince, Milín nebo Březnice. Tam se na ni také napojují lokálky 204 (do Rožmitálu pod Třemšínem) a 203 (do Strakonic).
Trať 210 vede z Prahy do Vraného nad Vltavou, kde se větví na trasu do Čerčan (tzv. Posázavský pacifik) a do Dobříše. Jízdní doba vlaku v úseku Praha - Dobříš nemůže ani náhodou konkurovat době jízdy autobusu. V nedávné době hrozio úplné zastavení provozu na trati, které se ale zatím podařilo oddálit. Trať má totiž význam v lokální obsluze obcí (Nová Ves pod Pleší, Malá Hraštice, Mokrovraty) a v přepravě turistů.
Trať 223 začíná v Sedlčanech a vede východním směrem do stanice Olbramovice na Benešovsku, kde navazuje na trať 220 Praha – Benešov – Tábor – České Budějovice. Pro obsluhu Příbramska nemá celkově význam, protože má zastávky pouze ve třech obcích okresu (v Sedlčanech, Kosově Hoře a Štětkovicích).

## Cestovní ruch

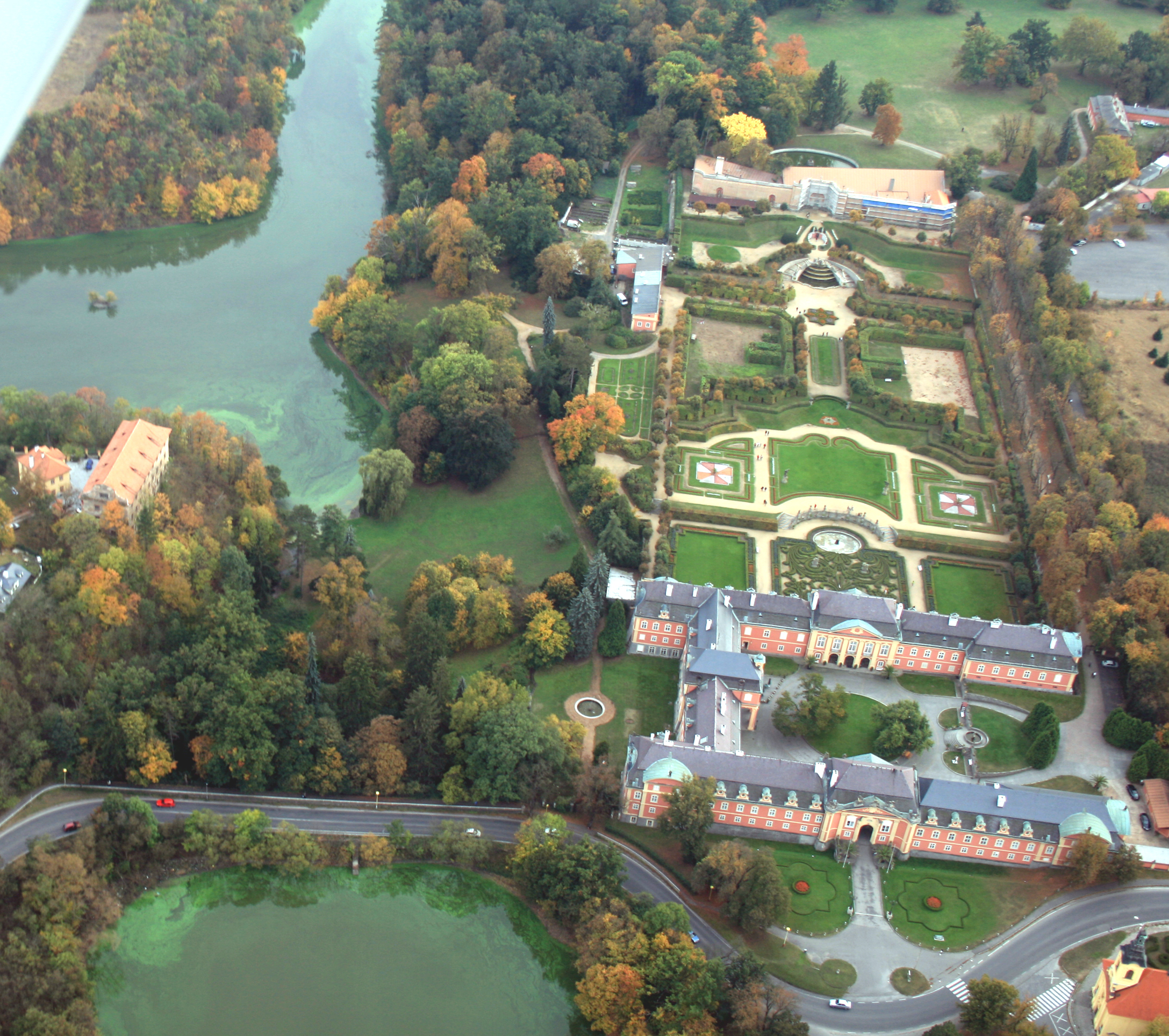
Zámek v Dobříši

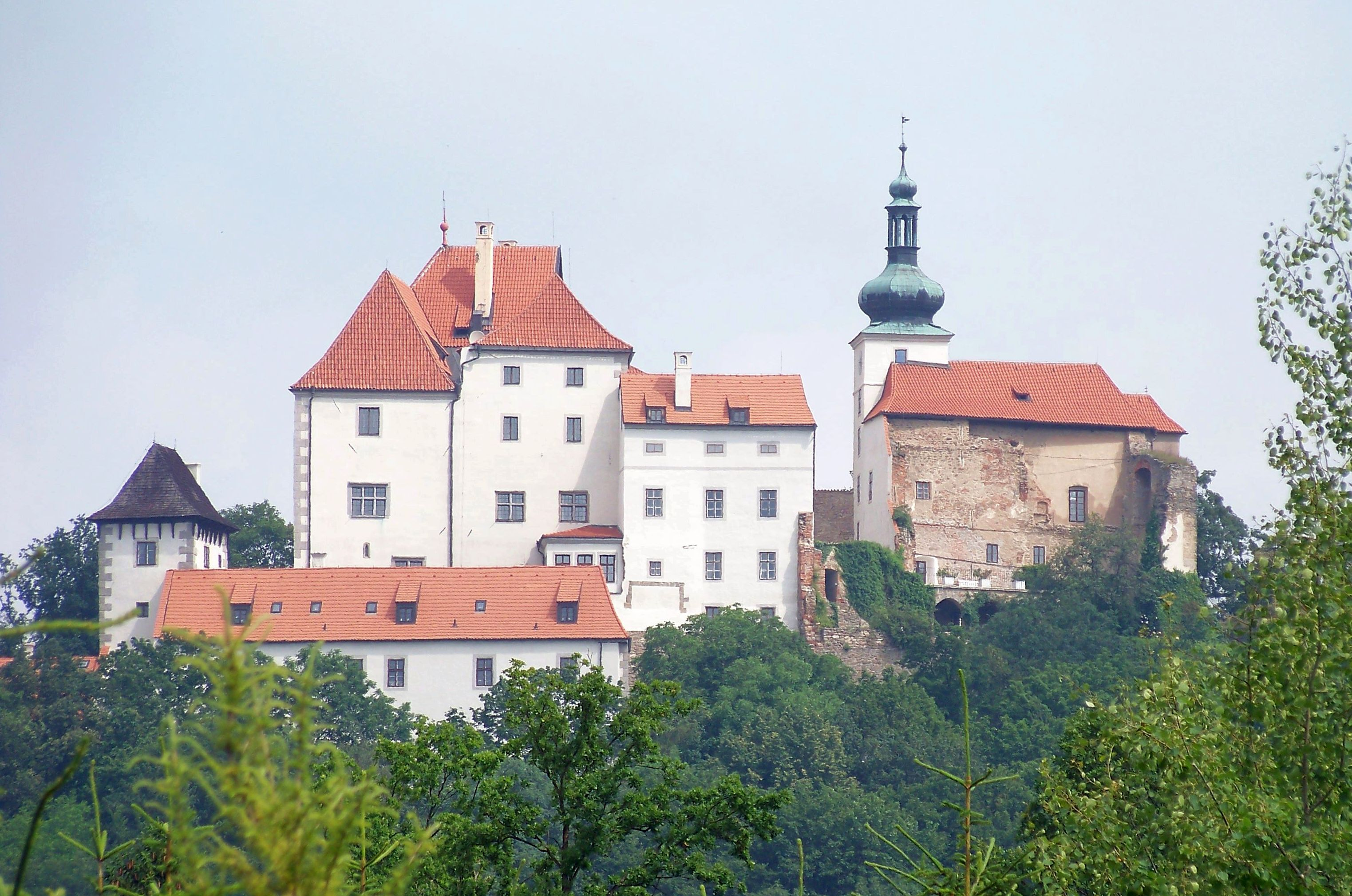
Zámek Vysoký Chlumec u Sedlčan

Příbramsko patří mezi nejatraktivnější oblasti Středočeského kraje, která láká turisty mnoha přírodními i historickými zajímavostmi. Neporušená příroda chráněné krajinné oblati Brdy je již skoro 100 let cílem cest výletníků zejména z Prahy. Hlavním východiskem do této oblasti je zřejmě město Dobříš se zámkem. Chráněna je i národní přírodní rezervace Drbákov – Albertovy skály. Příbramsko bylo inspirací pro tvorbu spisovatele Jana Drdy. Nedaleko, na zámečku Strž u Staré Huti pobýval rád Karel Čapek. Nachází se zde také jeho muzeum. Trochu zapomenutá krajina je také v okolí města Rožmitál pod Třemšínem v jižní části brdského pohoří.
Soustava přehrad na Vltavě nabízí také velké možnosti rekreace. Po jejich dostavbě vyrostly v oblasti také rekreační zařízení, kempy a hotely. Mezi nejvýznamnější střediska se řadí Živohošť, Cholín a Županovice na Slapech a Trhovky a Vystrkov na Orlíku. Členitá krajina středního Povltaví je též velmi vhodná pro turistické a cykloturistické výlety.
Velký půvab má také Sedlčansko na hranici středních a jižních Čech. Zvlněná, typicky česká krajina posetá udržovanými vesničkami doslova vybízí k návštěvě. Od roku 2007 patří k Příbramsku také cíl známého pochodu z Prahy – město Sedlec-Prčice.
Ze stavebních památek lze jmenovat zejména barokní komplex poutního místa a národní kulturní památky Svatá Hora v Příbrami, zámky v Březnici, Dobříši, Rožmitále a ve Vysokém Chlumci nebo zachovalé historické centrum malebného městečka Nový Knín. Poutním místem je také barokní kostel na Makové hoře nad obcí Smolotely, který je díky svému umístění dominantou oblasti. Z hlediska vesnické lidové architektury jsou nejcennější vesnice Drahenice, Kojetín, Porešín a Obděnice.
Za návštěvu rozhodně stojí expozice Hornického muzea Příbram, které má pobočky rozesety po celém okrese. Expozice hornictví a získávání zlata a stříbra, které zde má značnou tradici, se nachází v Příbrami a Novém Kníně. Muzeum se ale nevěnuje pouze hornictví, jak by z jeho názvu vyplývalo. Patří pod něj také nové národopisné expozice ve Vysokém Chlumci a Prostřední Lhotě; a v neposlední řadě Památník Vojna u obce Lešetice, který je cenným svědectvím o zločinech komunismu. Vznikl totiž rekonstrukcí komunistického pracovního tábora, kde byli vězněni političtí vězni a zneužíváni k těžbe uranu.

## Seznam obcí a jejich částí
Města jsou uvedena tučně, městyse kurzívou, části obcí malince.
Bezděkov pod Třemšínem •
Bohostice (Kamenná) •
Bohutín (Havírna • Tisová • Vysoká Pec) •
Borotice (Čelina • Dražetice • Hubenov • Cholín) •
Bratkovice (Dominikální Paseky) •
Březnice (Bor • Dobrá Voda • Martinice • Přední Poříčí • Zadní Poříčí) •
Buková u Příbramě •
Bukovany (Sedlečko) •
Cetyně •
Čenkov •
Čím •
Daleké Dušníky (Druhlice) •
Dlouhá Lhota •
Dobříš (Trnová) •
Dolní Hbity (Horní Líšnice • Jelence • Káciň • Kaliště • Luhy • Nepřejov • Třtí) •
Drahenice •
Drahlín •
Drásov (Skalka) •
Drevníky (Drhovce • Nechalov • Slovanská Lhota) •
Drhovy (Homole) •
Dubenec •
Dublovice (Břekova Lhota • Chramosty • Líchovy • Zvírotice) •
Dubno •
Háje •
Hluboš (Kardavec) •
Hlubyně •
Horčápsko (Stará Voda) •
Hřiměždice (Háje • Vestec) •
Hudčice (Slavětín) •
Hvožďany (Leletice • Planiny • Pozdyně • Roželov • Vacíkov) •
Chotilsko (Hněvšín • Cholín-Boubovny • Chotilsko • Knihy • Kobylníky • Křeničná • Lipí • Mokrsko • Prostřední Lhota • Sejcká Lhota • Smilovice • Záborná Lhota • Živohošť) •
Chrást (Lisovice • Namnice • Oslí) •
Chraštice (Chraštičky) •
Jablonná (Horní Hbity) •
Jesenice (Boudy • Dobrošovice • Dolce • Doublovičky • Hulín • Martinice • Mezné • Vršovice) •
Jince (Běřín • Rejkovice • Velcí) •
Kamýk nad Vltavou (Velká) •
Klučenice (Kamenice • Kosobudy • Koubalova Lhota • Planá • Voltýřov • Zadní Chlum) •
Kňovice (Kňovičky • Úsuší) •
Korkyně (Křížov) •
Kosova Hora (Dobrohošť • Dohnalova Lhota • Janov • Lavičky • Lovčice • Přibýška • Vysoká) •
Kotenčice •
Koupě •
Kozárovice (Holušice • Vystrkov) •
Krásná Hora nad Vltavou (Hostovnice • Krašovice • Mokřice • Plešiště • Podmoky • Švastalova Lhota • Tisovnice • Vletice • Vrbice • Zhoř) •
Křepenice •
Křešín •
Láz •
Lazsko •
Lešetice •
Lhota u Příbramě •
Malá Hraštice (Velká Hraštice) •
Milešov (Klenovice • Přední Chlum) •
Milín (Buk • Kamenná • Konětopy • Rtišovice • Stěžov) •
Modřovice •
Mokrovraty (Pouště) •
Nalžovice (Hluboká • Chlum • Nalžovické Podhájí • Nová Ves • Oboz) •
Narysov •
Nečín (Bělohrad • Jablonce • Lipiny • Skalice • Strupina • Vaječník • Žebrák) •
Nedrahovice (Bor • Kamenice • Nedrahovické Podhájí • Radeč • Rudolec • Trkov • Úklid) •
Nechvalice (Bratřejov • Bratříkovice • Březí • Dražka • Hodkov • Huštilář • Chválov • Křemenice • Libčice • Mokřany • Rážkovy • Ředice • Ředičky • Setěkovy • Vratkov) •
Nepomuk •
Nestrašovice •
Nová Ves pod Pleší •
Nové Dvory (Krámy) •
Nový Knín (Chramiště • Kozí Hory • Libčice • Sudovice) •
Občov •
Obecnice (Oseč) •
Obory (Vápenice) •
Obořiště (Lhotka) •
Ohrazenice •
Osečany (Paseky • Velběhy) •
Ostrov •
Ouběnice (Ostrov) •
Pečice (Drsník • Pečice • Pečičky) •
Petrovice (Brod • Kojetín • Krchov • Kuní • Kuníček • Mašov • Mezihoří • Obděnice • Ohrada • Porešín • Radešice • Radešín • Skoupý • Týnčany • Vilasova Lhota • Zahrádka • Žemličkova Lhota) •
Pičín •
Počaply (Stražiště) •
Počepice (Oukřtalov • Rovina • Skuhrov • Vitín) •
Podlesí •
Prosenická Lhota (Břišejov • Klimětice • Luhy • Prosenice • Suchdol) •
Příbram (Příbram I • Příbram II • Příbram III • Příbram IV • Příbram V-Zdaboř • Příbram VI-Březové Hory • Příbram VII • Příbram VIII • Příbram IX • Brod • Bytíz • Jerusalem • Jesenice • Kozičín • Lazec • Orlov • Zavržice • Žežice) •
Příčovy •
Radětice (Palivo • Radětice) •
Radíč (Dubliny • Hrazany • Žďár) •
Rosovice (Sychrov) •
Rožmitál pod Třemšínem (Hutě pod Třemšínem • Nesvačily • Pňovice • Skuhrov • Starý Rožmitál • Strýčkovy • Voltuš • Zalány) •
Rybníky (Budín • Libice) •
Sádek •
Sedlčany (Doubravice • Hradišťko • Libíň • Oříkov • Sedlčany • Sestrouň • Solopysky • Třebnice • Vítěž • Zberaz) •
Sedlec-Prčice (Bolechovice • Bolešín • Božetín • Divišovice • Dvorce • Chotětice • Jetřichovice • Kvasejovice • Kvašťov • Lidkovice • Malkovice • Matějov • Měšetice • Monín • Moninec • Mrákotice • Myslkov • Náhlík • Násilov • Nové Dvory • Prčice • Přestavlky • Rohov • Sedlec • Staré Mitrovice • Stuchanov • Sušetice • Šanovice • Uhřice • Včelákova Lhota • Veletín • Víska • Vozerovice • Vrchotice • Záběhlice • Záhoří a Kozinec) •
Sedlice (Hoděmyšl) •
Smolotely •
Solenice (Dolní Líšnice • Větrov) •
Stará Huť •
Starosedlský Hrádek •
Suchodol (Líha) •
Svaté Pole (Budínek) •
Svatý Jan (Bražná • Brzina • Drážkov • Hojšín • Hrachov • Řadovy • Skrýšov • Svatý Jan) •
Svojšice (Kletice) •
Štětkovice (Bořená Hora • Chrastava • Sedlečko) •
Těchařovice •
Tochovice (Hořejany) •
Trhové Dušníky •
Třebsko •
Tušovice •
Velká Lečice •
Věšín (Buková) •
Višňová •
Volenice (Bubovice • Nouzov • Pročevily) •
Voznice (Chouzavá) •
Vrančice (Mýšlovice • Životice) •
Vranovice •
Vševily •
Vysoká u Příbramě •
Vysoký Chlumec (Bláhova Lhota • Hrabří • Hradce • Jezvina • Pořešice • Vápenice • Víska) •
Zalužany •
Zbenice •
Zduchovice (Žebrákov) •
Županovice